# Младший констебль
Младший констебль (фин. nuorempi konstaapeli) — младшее звание в Полиции Финляндии. Должность предназначена для стажёров, ещё не завершивших полицейское базовое образование в Полицейской академии. Во время практики, которая обычно длится около десяти месяцев. После завершения обучения в Академии, младшие констабели получают звание старшего констебля.
Младшие констебели выполняют основные функции полиции под руководством опытных коллег: патрулирование, реагирование на вызовы, поддержку подразделений лицензирования и помощь в криминальных расследованиях. Средняя месячная заработная плата составляет около 2 300 € (2025).